# Stazione di Sacile San Liberale
Stazione di Sacile San Liberale vasútállomás Olaszországban, Sacile településen.

## Vasútvonalak
Az állomást az alábbi vasútvonalak érintik:
- Sacile-Pinzano-vasútvonal

## Kapcsolódó állomások
A vasútállomáshoz az alábbi állomások vannak a legközelebb:
- Stazione di Budoia-Polcenigo
- Stazione di Sacile